# Terphothrix taus
Terphothrix taus är en fjärilsart som beskrevs av Dyar 1910. Terphothrix taus ingår i släktet Terphothrix och familjen tofsspinnare. Inga underarter finns listade i Catalogue of Life.